# Leaving Meaning
Leaving Meaning (estilizado como leaving meaning.) es el decimoquinto álbum de estudio del grupo de rock neoyorquino Swans. Publicado el 25 de octubre de 2019 a través de los sellos Young God y Mute, las canciones fueron mezcladas por separado para su edición en vinilo y en CD; la versión en CD contiene las mezclas originales y extendidas de las canciones, así como una pista adicional, "Some New Things". 
Al igual que todos los lanzamientos de Swans de la década de 2010, Leaving Meaning fue financiado por un álbum de recaudación de fondos, en este caso, What Is This?, publicado en marzo de 2019.

## Lista de canciones

### Versión digital y CD
| Disco 1 |                   |          |  |
| N.º     | Título            | Duración |  |
| 1.      | «Hums»            | 2:00     |  |
| 2.      | «Annaline»        | 5:17     |  |
| 3.      | «The Hanging Man» | 10:48    |  |
| 4.      | «Amnesia»         | 5:49     |  |
| 5.      | «Leaving Meaning» | 11:21    |  |
| 6.      | «Sunfucker»       | 10:43    |  |

| Disco 2 |                         |          |  |
| N.º     | Título                  | Duración |  |
| 7.      | «Cathedrals of Heaven»  | 7:49     |  |
| 8.      | «The Nub»               | 12:01    |  |
| 9.      | «It's Coming It's Real» | 7:42     |  |
| 10.     | «Some New Things»       | 7:09     |  |
| 11.     | «What Is This?»         | 6:05     |  |
| 12.     | «My Phantom Limb»       | 6:26     |  |

### Versión en vinilo
| Cara A |                                   |          |  |
| N.º    | Título                            | Duración |  |
| 1.     | «Annaline»                        | 5:17     |  |
| 2.     | «The Hanging Man» (shortened mix) | 9:55     |  |
| 3.     | «Amnesia»                         | 5:49     |  |

| Cara B |                                   |          |  |
| N.º    | Título                            | Duración |  |
| 1.     | «Leaving Meaning» (shortened mix) | 10:37    |  |
| 2.     | «Sunfucker» (shortened mix)       | 10:22    |  |

| Cara C |                           |          |  |
| N.º    | Título                    | Duración |  |
| 1.     | «Hums» (shortened mix)    | 1:46     |  |
| 2.     | «Cathedrals of Heaven»    | 7:49     |  |
| 3.     | «The Nub» (shortened mix) | 10:59    |  |

| N.º | Título                                  | Duración |  |
| 1.  | «It's Coming It's Real» (shortened mix) | 7:29     |  |
| 2.  | «What Is This?»                         | 6:05     |  |
| 3.  | «My Phantom Limb»                       | 6:26     |  |

## Posición en listas
| País     | Lista               | Posición |
| -------- | ------------------- | -------- |
| Austria  | Ö3 Austria          | 73       |
| Bélgica  | Ultratop Flanders   | 93       |
| Bélgica  | Ultratop Wallonia   | 156      |
| Alemania | Offizielle Top 100  | 58       |
| Escocia  | OCC                 | 34       |
| España   | PROMUSICAE          | 70       |
| Suiza    | Schweizer Hitparade | 77       |

- Datos: Q78157172